# Landtagswahlkreis Tuttlingen-Donaueschingen
Der Wahlkreis Tuttlingen-Donaueschingen (Wahlkreis 55) ist ein Landtagswahlkreis in Baden-Württemberg. Er umfasste bei der Landtagswahl 2021 den Landkreis Tuttlingen sowie den südlichen Teil des Schwarzwald-Baar-Kreises mit den Gemeinden Blumberg, Donaueschingen und Hüfingen.

## Geschichte
Die Grenzen der Landtagswahlkreise wurden nach der Kreisgebietsreform von 1973 zur Landtagswahl 1976 grundlegend neu zugeschnitten. Zur Landtagswahl 2011 gab es erstmals eine Veränderung im Zuschnitt des Wahlkreises Tuttlingen-Donaueschingen. Um die Wahlkreisgrößen anzugleichen, wurde die Gemeinde Bräunlingen dem benachbarten Wahlkreis Villingen-Schwenningen zugeordnet.

## Wahlergebnisse

### 2021
Die Landtagswahl 2021 hatte folgendes Ergebnis:
| Direktkandidat       | Partei       | Stimmen in % | Landtagswahl 2016 Stimmen in % |
| -------------------- | ------------ | ------------ | ------------------------------ |
| Jens Michael Metzger | Grüne        | 28,1         | 27,0                           |
| Guido Wolf           | CDU          | 29,3         | 33,7                           |
| Rüdiger Klos         | AfD          | 12,9         | 15,9                           |
| Christine Treublut   | SPD          | 6,9          | 8,8                            |
| Niko Reith           | FDP          | 13,4         | 8,3                            |
| Philipp Polster      | DIE LINKE    | 2,6          | 2,1                            |
| Michael Kamphenkel   | ödp          | 0,8          | 0,6                            |
| Kurt Wallschläger    | Freie Wähler | 2,6          | –                              |
| Michael Berger       | dieBasis     | 1,0          | –                              |
| Irmela Schlegel      | KlimalisteBW | 0,7          | –                              |
| Davor Kajganić       | WiR2020      | 1,1          | –                              |
| Nele Fidler          | Volt         | 0,6          | –                              |
| –                    | Sonstige     | –            | 3,6                            |

### 2016
Die Landtagswahl 2016 hatte folgendes Ergebnis:
| Direktkandidat                 | Partei            | Stimmen in % | Landtagswahl 2011 Stimmen in % |
| ------------------------------ | ----------------- | ------------ | ------------------------------ |
| Guido Wolf                     | CDU               | 33,7         | 46,3                           |
| Angelika Störk                 | Grüne             | 27,0         | 17,5                           |
| Lars Patrick Berg              | AfD               | 15,9         | –                              |
| Marcus Kiekbusch               | SPD               | 8,8          | 21,0                           |
| Niko Reith                     | FDP               | 8,3          | 7,0                            |
| Edmond Jäger                   | Die Linke         | 2,1          | 2,6                            |
| Bernd Kölmel                   | ALFA              | 1,3          | –                              |
| Suzi Carla Andrade de Oliveira | Tierschutzpartei  | 0,7          | –                              |
| Wolfram Fischer                | NPD               | 0,7          | 1,5                            |
| Thomas Mosmann                 | Tierschutzallianz | 0,6          | –                              |
| Volker Kreuzberger             | ödp               | 0,6          | 1,3                            |
| Simone Bek                     | REP               | 0,2          | 0,9                            |

Lars Patrick Berg wurde 2018 ins Europaparlament gewählt, für ihn rückte Doris Senger als MdL nach.

### 2011
Aufsehen erregt haben vor der Wahl Wahlzettel mit der Aufschrift „Rebublikaner“.
Die Wahlergebnisse der Landtagswahl 2011 sind:
| Direktkandidat          | Partei    | Stimmen in % | Landtagswahl 2006 Stimmen in % |
| ----------------------- | --------- | ------------ | ------------------------------ |
| Guido Wolf              | CDU       | 46,3         | 46,0                           |
| Fritz Buschle           | SPD       | 21,0         | 20,4                           |
| Susanne Reinhardt-Klotz | Grüne     | 17,5         | 09,3                           |
| Leopold Grimm           | FDP       | 07,0         | 16,4                           |
| Hans-Ulrich Bünger      | Die Linke | 02,6         | WASG: 2,4                      |
| Mike Höhmann            | Piraten   | 01,9         | –                              |
| Wolfram Fischer         | NPD       | 01,5         | 01,3                           |
| Volker Kreuzberger      | ödp       | 01,3         | 00,5                           |
| Dirk Mauermann          | REP       | 00,9         | 02,0                           |
| –                       | Sonstige  | –            | 01,9                           |

### 2006
Die Landtagswahl 2006 hatte folgendes Ergebnis:
| Direktkandidat            | Partei | Stimmen in % | Landtagswahl 2001 Stimmen in % |
| ------------------------- | ------ | ------------ | ------------------------------ |
| Guido Wolf                | CDU    | 46,0         | 53,3                           |
| Fritz Buschle             | SPD    | 20,4         | 26,7                           |
| Ernst Pfister             | FDP    | 16,4         | 09,1                           |
| Hans-Martin Schwarz       | Grüne  | 09,3         | 05,0                           |
| Michael Cardinale         | WASG   | 02,4         | –                              |
| Horst Nordmann            | REP    | 02,0         | 04,3                           |
| Jürgen Schützinger        | NPD    | 01,3         | 00,4                           |
| Wilfried Dettke           | PBC    | 00,9         | 00,5                           |
| Hans Spieth               | ADM    | 00,9         | –                              |
| Christian Meyer-Oldenburg | ödp    | 00,5         | 00,6                           |

## Abgeordnete seit 1976
Bei den Landtagswahlen in Baden-Württemberg hat jeder Wähler nur eine Stimme, mit der sowohl der Direktkandidat als auch die Gesamtzahl der Sitze einer Partei im Landtag ermittelt werden. Dabei gibt es keine Landes- oder Bezirkslisten, stattdessen werden zur Herstellung des Verhältnisausgleichs unterlegenen Wahlkreisbewerbern Zweitmandate zugeteilt.
Den Wahlkreis Tuttlingen-Donaueschingen vertraten seit 1976 folgende Abgeordnete im Landtag:
| Partei | Art des Mandats | Gewählte |
| ------ | --------------- | --- |
| CDU    | Erstmandat      | Wilhelm Buggle 1976, 1980 Roland Ströbele 1984, 1988, 1992 Franz Schuhmacher 1996, 2001 Guido Wolf 2006, 2011, 2016, 2021                     |
| FDP    | Zweitmandat     | Ernst Pfister 1980, 1984, 1988, 1992, 1996, 2001, 2006 Leopold Grimm 2011, Mandat niedergelegt 2014 Niko Reith nachgerückt 2014, 2021         |
| SPD    | Zweitmandat     | Herbert Moser 1976, 1980, 1984, 1988, 1996, 2001 Fritz Buschle 2006                                                                           |
| REP    | Zweitmandat     | Eduard Hauser 1996 |
| AfD    | Zweitmandat     | Lars Patrick Berg 2016, Mandat niedergelegt zum 10. Juli 2019 Doris Senger nachgerückt am 11. Juli 2019 (ab 2021 parteilos) Rüdiger Klos 2021 |